# Chelsea Green
Chelsea Anne Green (* 4. April 1991 in Victoria, Kanada) ist eine kanadische Wrestlerin. Sie steht seit 2023 erneut bei der WWE unter Vertrag, wo sie bereits von 2018 bis 2021 hauptsächlich bei WWE NXT tätig war. Ihr bislang größter Erfolg ist der Erhalt der WWE Women’s United States Championship. Ebenso ist Green ehemalige WWE Women’s Tag Team Champion.

## Wrestling-Karriere

### Free Agent (2014–2018)
Unter dem Ringnamen Jaida rang sie für Elite Canadian Championship Wrestling. Ihr erstes Match hatte sie am 31. Mai 2014 bei ECCW Better Than You. Im Jahr 2016 tourte Green zweimal durch Japan für World Wonder Ring Stardom. Ihre erste Tour dauerte drei Monate, wurde aber beim Wrestling in Indien von einem gebrochenen Schlüsselbein unterbrochen. Green’s zweite Tour durch Japan war Ende 2016, wo sie sich mit Santana Garrett, für die Goddesses of Stardom Tag League 2016 zusammengetan hat. In Queens of Combat 17 wurde am 18. Februar 2017 das QOC Tag Team Championship Turnier gestartet. Sie gewann die Turnier und gewann den Titel.

### Total Nonstop Action Wrestling (2016–2018)
Am 7. Januar 2016 gab Green ihr TNA-Debüt unter dem Ringnamen Chelsea und verlor gegen Jade. In der folgenden Nacht, am 8. Januar, bei TNA One Night Only: Live!, Rang sie um die TNA Knockouts Championship, dieses konnte sie jedoch nicht gewinnen. Im Juni unterschrieb Green offiziell bei TNA. Sie gab ihr Fernsehdebüt in der Folge von Impact Wrestling vom 29. September, unter dem neuen Ringnamen Laurel Van Ness und besiegte Madison Rayne. Am 8. November 2017 gewann sie die TNA Knockouts Championship. Die Regentschaft hielt 65 Tage und verlor den Titel, am 12. Januar 2018 an Allie. Hiernach verließ sie die Promotion.

### World Wrestling Entertainment (2018–2021)
Im Jahr 2018 nahm Chelsea an einem WWE Tryout teil, Am 3. August 2018 unterzeichnete sie einen Vertrag mit der WWE. Chelsea startete am 8. Oktober 2018 im WWE Performance Center und gab ihr NXT In Ring Debüt bei einem Live Event am 26. Oktober 2018. Sie erlitt jedoch während ihres ersten Fernsehkampf am 13. März 2019, ein gebrochenes Handgelenk und wurde am folgenden Tag am 14. März operiert. Green kehrte am 29. Juni bei einem NXT Live Event zurück.
Green erschien am 23. Dezember 2019 in der Ausgabe von Raw und verlor gegen Charlotte Flair. Am 8. Januar 2020 wurde sie als erstes Mitglied, des Stables des professionellen Wrestling-Managers Robert Stone bekannt gegeben. Am 26. Januar 2020 nahm Green am Royal Rumble Match der Frauen teil. In der NXT-Folge vom 4. März besiegte Shotzi Blackheart. In der NXT-Folge vom 6. Mai besiegte Green Xia Li. In der NXT-Folge vom 27. Mai besiegten Green und Charlotte Flair Rhea Ripley und Io Shirai. Nach dem Match trennte sie sich von Robert Stone.
Am 13. November 2020 debütierte sie bei SmackDown und bestritt ein Fatal Four Way Match gegen Liv Morgan, Tamina und Natalya. Dieses Match konnte sie jedoch nicht gewinnen, in diesem Match verletzte sie sich auch. Am 15. April 2021 wurde sie von der WWE entlassen.

### World Wrestling Entertainment (seit 2023)
Am 28. Januar 2023 kehrte sie beim Royal Rumble (2023) zur WWE zurück. Am 17. Juli 2023 gewann sie zusammen mit Sonya Deville die WWE Women’s Tag Team Championship, hierfür besiegten sie Liv Morgan und Raquel Rodriguez. Am 14. August 2023 wechselte sie ihre Partnerin, da Sonya Deville verletzungsbedingt ausfiel. Ihren Platz nahm Piper Niven ein.
Am 14. Dezember 2024 gewann sie das Finale um die Women’s United States Championship gegen Michin und wurde somit zur ersten Titelträgerin.

## Titel und Auszeichnungen
- All-Star Wrestling (British Columbia)
  - ASW Women’s Championship (1×)

- Total Nonstop Action Wrestling
  - TNA Knockouts Championship (1×)

- Pro Wrestling 2.0
  - PW2.0 Tag Team Championship (1×) mit Santana Garrett

- Queens of Combat
  - QOC Tag Team Championship (1×) mit Taeler Hendrix

- Pro Wrestling Illustrated
  - Nummer 26 der Top 50 Wrestlerinnen in der PWI der Frauen in 2017
  - Nummer 26 der Top 50 Wrestlerinnen in der PWI der Frauen in 2019

- World Wrestling Entertainment
  - WWE Women’s Tag Team Championship (1× mit Sonya Deville/Piper Niven)
  - WWE Women’s United States Championship (1×)